# Etusaari (ö i Norra Savolax, Kuopio, lat 62,89, long 27,49)
Etusaari är en ö i Finland. Den ligger i sjön Kallavesi (norra delen) och i kommunen Kuopio i den ekonomiska regionen  Kuopio ekonomiska region  och landskapet Norra Savolax, i den centrala delen av landet, 300 km norr om huvudstaden Helsingfors. Öns area är 0,4 hektar och dess största längd är 80 meter i sydöst-nordvästlig riktning.